# Балдин, Александр Михайлович
Алекса́ндр Миха́йлович Ба́лдин (26 февраля 1926, Москва — 29 апреля 2001) — советский и российский физик, специалист в области физики элементарных частиц и физики высоких энергий, академик АН СССР (1981), директор Лаборатории высоких энергий Объединённого института ядерных исследований (ОИЯИ), лауреат Государственной премии СССР (1978) и Ленинской премии (1988).

## Биография
Окончил железнодорожный техникум, затем поступил в Московский институт инженеров транспорта. В 1946 году как отличник учёбы был приглашён продолжить обучение в Московском инженерно-физическом институте (МИФИ). После окончания МИФИ в 1949 году был направлен в Физический институт имени П. Н. Лебедева АН СССР (ФИАН), где впоследствии стал доктором наук (диссертация «Фоторождение II-мезонов в околопороговой области», 1960) и профессором.
В 1952 году стал мастером спорта по альпинизму и чемпионом СССР.
В 1968 году по предложению М. А. Маркова был избран директором Лаборатории высоких энергий ОИЯИ в Дубне.
Был председателем Совета по электромагнитным взаимодействиям РАН, членом бюро Отделения ядерной физики РАН, главным редактором журналов «Элементарные частицы и атомные ядра» (ЭЧАЯ) и «Письма в ЭЧАЯ», членом редколлегий многих научных изданий. Организатор Международных семинаров по проблемам физики высоких энергий (с 1969 года).
В 1960-е годы читал лекции на физическом факультете Московского государственного университета имени М. В. Ломоносова и МИФИ.

## Научная деятельность
Научные исследования в области физики элементарных частиц, электромагнитных взаимодействий, ядерной физики, и теории ускорителей.
- 1950—1952: совместно с В. В. Михайловым впервые в полюсном приближении построил теорию фоторождения мезонов, для чего ввёл аномальные магнитные моменты нуклонов.
- 1950—1952: совместно с М. С. Рабиновичем и В. В. Михайловым предложил метод огибающих и теорию почти периодического движения в произвольных магнитных полях.
- 1951: предсказал основные закономерности околопорогового фоторождения мезонов, получившие впоследствии экспериментальное подтверждение (Государственная премия СССР, 1973).
- 1957: доказал на примере протона, что элементарные частицы должны обладать электрической и магнитной поляризуемостью.
- 1959—1960: ввёл понятие оптической анизотропии ядер и разработал теорию тензорной поляризуемости ядер.
- 1967: открыл прямой переход фотон — векторный мезон на примере распадов векторных мезонов на электрон-позитронные пары.
- 1971: предсказал и совместно с В. С. Ставинским обнаружил кумулятивный эффект при столкновении релятивистских ядер.

Соавтор проекта синхрофазотрона ОИЯИ (1949). Заложил основы релятивистской ядерной физики.

## Память
- Имя носит Лаборатория физики высоких энергий им. В. И. Векслера и А. М. Балдина ОИЯИ.

## Публикации
- Балдин А. М., Гольданский В. И., Максименко В. М., Розенталь И. Л. Кинематика ядерных реакций. — 2-е изд. — М.: Атомиздат, 1968.
- Балдин А. М. О науке и спорте, литературе и жизни.
- Балдин А. М. «СОЧИНЕНИЕ НА ЗАДАННУЮ ТЕМУ (недоступная ссылка)».